# خدای دیوانه
خدای دیوانه یک فیلم ترسناک ترکیبی استاپ موشن لایو اکشن به نویسندگی، تهیه کنندگی و کارگردانی فیل تیپت است. این فیلم در مدت 30 سال تولید و در ۱۶ ژوئن ۲۰۲۲ در شودر منتشر شد.

## طرح داستانی
فیلم با یک چهره بلندقد پوشیده شده در ژاکت و ماسک گاز که فقط به عنوان قاتل شناخته می‌شود، شروع می‌شود و او از طریق یک اتاقک زیرآبی به دنیای ویران و جهنمی فرود می‌آید. قاتل یک نقشه و یک چمدان با بمب دارد که وظیفه انفجار آن در پشت خطوط دشمن در دنیای متروک را بر عهده دارد. با این حال، نقشه در طول مسیر به آرامی خراب می‌شود.

## تولید
در حین کار روی پلیس آهنی ۲، تیپت شروع به فیلمبرداری از چیزی کرد که به خدای دیوانه تبدیل می‌شد. کار او در پارک ژوراسیک، او را به این باور رساند که روزهای استاپ موشن به پایان رسیده‌است و فیلم را متوقف کرد.
بیست سال بعد، با تشویق اعضای استودیوی خود، تیپت دوباره شروع به کار روی پروژه کرد و از گروهی از داوطلبان برای کمک استفاده کرد.

## انتشار
خدای دیوانه در سال ۲۰۲۱ در هفتاد و چهارمین جشنواره فیلم لوکارنو نمایش داده شد. شودر حقوق پخش فیلم را به دست آورد و برنامه‌ریزی برای اکران محدود در سینماها و AMC+ در ۱۶ ژوئن ۲۰۲۲ داشت.

### فروش
در ایالات متحده و کانادا، این فیلم در آخر هفته افتتاحیه خود از دو سالن سینما ۸۴۱۶ دلار به دست آورد. در دومین آخر هفته، اکرانش به ۲۶ سینما گسترش یافت و ۳۶۵۸۸ دلار فروخت. در سومین آخر هفته خود نیز ۲۴۴۵۱ دلار فروش کرد.

### بازخوردها
در مجموعه نقدها در سایت راتن تومیتوز بر اساس ۶۵ بررسی، میانگین امتیاز ۷٫۸۰/۱۰ را به دست آورد. در متاکریتیک نیز، فیلم بر اساس رای ۱۲ منتقد، میانگین امتیاز ۸۰ از ۱۰۰ را دارد که نشان‌دهنده «نقدهای عموماً مطلوب» است.

## جوایز و نامزدها
خدای دیوانه در بیست و هفتمین جشنواره L'Etrange برنده جایزه تماشاگران شد.